# 1920 en Palestine mandataire
Chronologie de la Palestine
- 1916
- 1917
- 1918
- 1919
- 1920
- 1921
- 1922
- 1923
- 1924

Cette page concerne les évènements survenus en 1920 en Palestine pré-mandataire puis en Palestine mandataire :

## Évènements
- Troisième Alya (en) (migration de Juifs en Palestine - 1919 - 1923)[1].

### Palestine pré-mandataire
- 24 février : La conférence de Londres se termine par un accord entre la Grande-Bretagne, la France et l'Italie sur le partage de l'Empire ottoman.
- avril 1920 : 
  - Attribution du mandat pour la Palestine à la Grande-Bretagne par la conférence de San Remo.
  - Raid de Samakh (en)
- 4-7 avril : Les émeutes de Nebi Musa dans la vieille ville de Jérusalem et ses environs marquent la première escarmouche de grande ampleur du conflit israélo-arabe. Quatre Arabes et cinq Juifs sont tués, 216 Juifs (18 dans un état critique) et 23 Arabes (un dans un état critique) sont blessés. La majorité des victimes étaient des membres de l'ancien Yishuv, en grande partie des Juifs orthodoxes non sionistes ou antisionistes. Environ  300 Juifs de la vieille ville de Jérusalem sont évacués[2].
- 19 avril : Élection de la première assemblée des représentants juifs.

### Palestine mandataire
- 31 mai : Deuxième Congrès arabe palestinien, tenu en secret car interdit par les autorités britanniques.
- 12 juin : Après la bataille de Tel Hai, les dirigeants juifs de Palestine créent l'organisation paramilitaire juive Haganah pour protéger les fermes et les kibboutzim juifs, estimant que la population juive de Palestine ne pouvait pas compter sur l'administration britannique pour la protéger des fréquentes attaques menées par les gangs arabes locaux contre les Juifs palestiniens.
- 30 juin : Deux Arabes sont abattus par les troupes britanniques lors de manifestations à Jaffa à la suite du débarquement de nouveaux immigrants juifs[3].
- juillet 1920 : Début du mandat britannique pour la Palestine.
- 1er juillet : 
  - Herbert Louis Samuel est nommé premier haut commissaire britannique pour la  Palestine.
  - Achèvement du rapport Palin (en) sur les émeutes de Jérusalem de 1920.
- 13-14 juillet : Les associations islamo-chrétiennes (en) organisent une grève générale de deux jours pour protester contre le mandat et le comportement de l'armée britannique[4].
- 7 août : La demande d'Herbert Louis Samuel d'étendre la frontière du territoire britannique au-delà du Jourdain et de placer la Transjordanie sous son contrôle administratif est rejetée. Le ministre britannique des Affaires étrangères, Lord Curzon, propose à la place de renforcer l'influence britannique en Transjordanie en envoyant quelques officiers politiques, sans escorte militaire, afin d'encourager l'autonomie et de conseiller les dirigeants locaux du territoire[5].
- 10 août : Le traité de Sèvres entérine l'attribution au Royaume-Uni d'un mandat sur la Palestine. Le traité est mort-né et sera remplacé par le traité de Lausanne (1923).
- 4 décembre :Le troisième Congrès arabe de Palestine se tient à Haïfa.
- 23 décembre :Le Royaume-Uni et la France ratifient la frontière entre la Syrie sous contrôle français et la Palestine sous contrôle britannique.

## Création
- Conseil national juif (en), principale institution nationale de la communauté juive (Yishuv) dans le cadre du mandat britannique de Palestine.
- Kibboutz Degania Bet (en)
- 6 décembre : La Histadrout (Fédération générale des travailleurs de la Terre d'Israël) est créée à Haïfa pour défendre les intérêts des travailleurs juifs.

## Sport
- Saison 1920-1921 de football en Palestine mandataire (en) (football)
- Saison 1920-1921 du Maccabi Jérusalem F.C. (en) (football)
- Saison 1920-1921 du Maccabi Tel Aviv F.C. (en) (football)

## Naissances
- 19 janvier : Mordekhaï Maklef, général israélien, 3ème chef d'état-major général des FDI (mort en 1978).
- 1er juin : Amos Yarkoni (en), officier supérieur bédouin israélien des FDI (mort en 1991).
- 12 juin : Ephraim Evron (en), diplomate israélien (mort en 1995).

- Matanya Abramson (en), sculpteur israélien (mort en 2004).
- Michael Gross (en), peintre, sculpteur et artiste conceptuel israélien (mort en 2004).
- Hasib Sabbagh (en), homme d'affaires arabe palestinien (mort en 2010).

## Décès
- 1er mars : L'activiste sioniste Joseph Trumpeldor et cinq combattants juifs palestiniens sont tués lors de la bataille de Tel Hai (en).